# Adam Próchnik

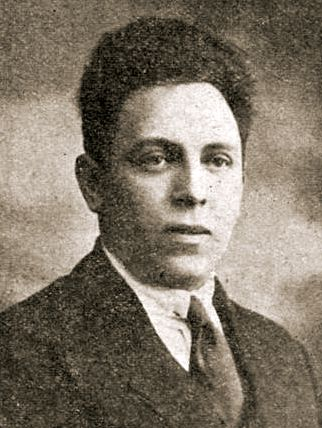
Adam Próchnik

Adam Feliks Próchnik (phát âm tiếng Ba Lan: [ˈadam ˈpruxɲik]; Lwów, 21 tháng 8 năm 1892 - 22 tháng 5 năm 1942, Warsaw) là một nhà hoạt động xã hội chủ nghĩa người Ba Lan, chính trị gia và sử gia.

## Đời sống
Próchnik sinh ra ở Lwów, phân vùng của Áo (nay là Lviv, Ukraine) vào ngày 21 tháng 8 năm 1892 trong một gia đình Do Thái trung lưu. Theo một số nguồn tin, ông là con trai ngoài hôn thú của Ignacy Daszyński.
Khi còn học trung học, ông đã tham gia vào hoạt động xã hội chủ nghĩa. Khi còn là sinh viên, ông tham gia Đảng Dân chủ Xã hội Ba Lan của Galicia; ông ủng hộ Đảng Xã hội Ba Lan - Phe cánh tả hơn Đảng Xã hội Ba Lan - Phe Cách mạng do Józef Piłsudski lãnh đạo.
Trước Chiến tranh thế giới thứ nhất, ông tham gia tổ chức bán quân sự ủng hộ độc lập của Ba Lan, Liên minh các cuộc đấu tranh vũ trang. Khi Chiến tranh thế giới thứ nhất bùng nổ, ông nhập ngũ vào Quân đội Áo-Hung năm 1914, và bị thương nặng vào năm 1917. Trong thời gian dưỡng bệnh ở Vienna, ông trở thành thành viên của một tổ chức bí mật của Ba Lan, Tổ chức Quân sự Ba Lan. Là một thành viên của PMO, ông khuyến khích binh lính Ba Lan đào ngũ khỏi Quân đội Áo và gia nhập các đội quân Ba Lan mới được thành lập. Điều này dẫn đến mối đe dọa về việc thiết quân luật từ Quân đội Áo-Hung, nhưng cuối cùng ông đã được giải thoát. Tiếp theo, ông tham gia trận chiến Lwów trong Chiến tranh Ba Lan-Ukraine.
Ở Ba Lan giữa các cuộc chiến, Próchnik trở thành một nhà hoạt động của Đảng Xã hội Ba Lan và ủng hộ các sáng kiến được thiết kế để cải thiện tình hình của giai cấp công nhân của đất nước. Ông ủng hộ việc đưa Silesia vào Ba Lan tái sinh. Trong cuộc bầu cử lập pháp năm 1928, ông được bầu làm phó Hạ viện Ba Lan. Ông dần dần chuyển sang vị trí cực tả hơn, ủng hộ hợp tác với những người cộng sản. Thường - dưới bút danh Henryk Swoboda và chủ yếu xuất bản trên Robotnik - đã xuất bản các bài luận công kích chính phủ Ba Lan sanacja cánh hữu và phe endecja, mà ông cho là đã phá hoại nền dân chủ Ba Lan non trẻ.  Điều này dẫn đến việc một số ấn phẩm của ông bị nhà nước kiểm duyệt. Một số tác phẩm của ông sẽ xuất hiện dưới dạng phiên bản không giới hạn chỉ sau khi ông qua đời, được xuất bản tại Cộng hòa Nhân dân Ba Lan.
Ông đã làm việc như một nhà lưu trữ ở Piotrków và Poznań. Trong một thời gian, ông đã được làm việc cho Bộ Văn hóa và Tôn giáo của Ba Lan. Nỗ lực gia nhập cuộc sống học thuật của ông đã kết thúc khi đơn xin vào Đại học Warsaw của ông bị từ chối, do quan điểm cánh tả của ông không được lòng các giảng viên cánh hữu ở đó (bất chấp sự ủng hộ từ ứng cử viên của ông từ giáo sư Wac 1aw Tokarz. Tuy nhiên, ông đã trở thành thành viên của Hiệp hội Lịch sử Ba Lan, được xuất bản trên các tạp chí lịch sử và tham dự các hội nghị chuyên môn.
Trong Chiến tranh thế giới thứ hai, ở Ba Lan bị chiếm đóng, Próchnik tiếp tục các hoạt động chính trị của mình, hỗ trợ một nhà in ấn ngầm do PPS trực thuộc (Barykada Wolności). Ông tham gia nhóm PPS cánh tả, Những người theo chủ nghĩa xã hội Ba Lan (Polscy Socjaliści), nhưng ông đã cố gắng hòa giải sự chia rẽ trong PPS và tham gia vào các cuộc đàm phán với PPS-WRN trung tâm hơn.  Ông đã tham gia vào nỗ lực hợp tác ngầm để ghi lại tội ác của Đức Quốc xã ở Ba Lan, làm việc trong Cục Lịch sử Quân sự ngầm và đóng góp cho dự án Kronika Okupacji. Ông chủ trương hợp tác với Liên Xô. Ông trở thành thành viên của Ủy ban Hiệp thương Chính trị. Ngày 22 tháng 5 năm 1942, ông chết vì một cơn đau tim.

## Bày tỏ lòng tôn kính

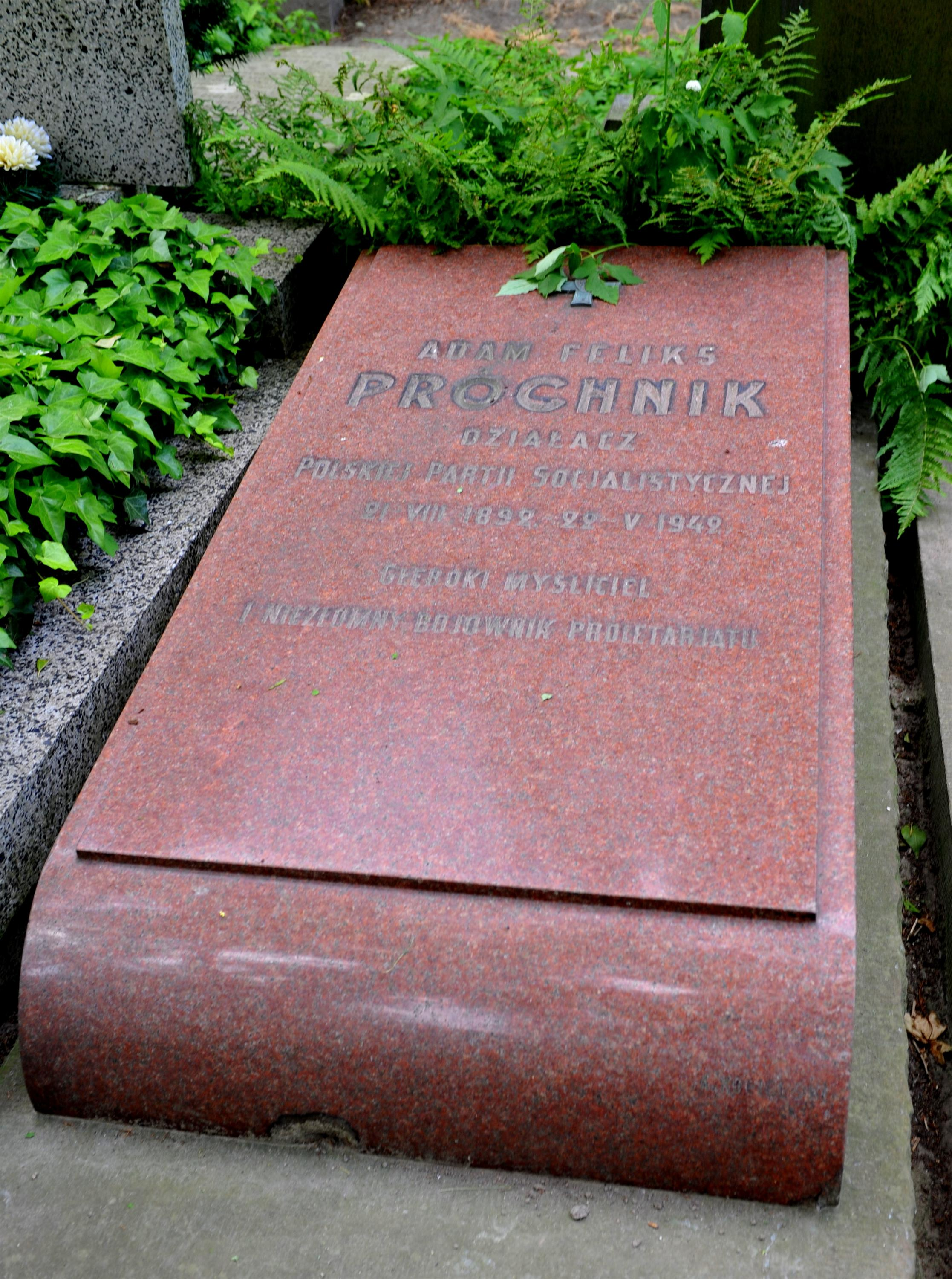
Ngôi mộ Warsaw của Próchnik

Một số địa danh và tổ chức ở Ba Lan mang tên ông.

## Công việc
Trong các tác phẩm lịch sử của mình, Próchnik là người kiên định mạnh mẽ quan điểm của chủ nghĩa Mác, và ủng hộ quan điểm của chủ nghĩa duy vật biện chứng. Ông quan tâm nghiên cứu các quá trình cách mạng, trong đó có các phong trào xã hội. Ông đã xuất bản nhiều bài báo, cả trên các tạp chí học thuật và báo chí phổ thông, cũng như một số cuốn sách. Nghiên cứu lịch sử của ông tập trung vào các lĩnh vực sau: Cách mạng Pháp và cuộc cách mạng đương thời ở Ba Lan, Cuộc nổi dậy Kościuszko; giai đoạn lịch sử Ba Lan sau thất bại của cuộc Khởi nghĩa tháng Giêng năm 1863-1864; nghiên cứu về phong trào lao động ở Ba Lan, bao gồm nghiên cứu về vai trò của phụ nữ trong phong trào lao động Ba Lan (cả hai lĩnh vực mà ông là người tiên phong); và lịch sử đương đại của Cộng hòa Ba Lan thứ hai.  Nhìn chung, các tác phẩm của ông được đánh giá là được nghiên cứu và viết tốt.
- "Obrona Lwowa od 1 do 22 listopada 1918", Zamość 1919;
- "Demokracja Kościuszkowska", Lwów 1920, Warszawa 1947;
- "Bunt łódzki w roku 1892", Warszawa (?) 1932;
- như Henryk Swoboda "Pierwsze piętnastolecie Polski niepodległej", (đăng lần đầu năm 1933 trên báo "Robotnik" (đã được kiểm duyệt), phiên bản đầy đủ đầu tiên được dịch sang tiếng Đức năm 1933. Hoàn thành các ấn bản tiếng Ba Lan năm 1957 và 1983.
- "W trzynastą rocznicę" Krwawej środy ", Warszawa 1936;
- "Ideologia spółdzielczości robotniczej" Warszawa 1937;
- "Co to jest spółdzielczość. Istota - cel - zadania ", Warszawa 1937;
- "Idee i ludzie", Warszawa 1938;
- "Powstanie państwa polskiego", Warszawa 1939;
- "Stronnictwa polityczne Wielkiej Rewolucji Francuskiej", Warszawa 1958;
- "Studia z dziejów polskiego ruchu robotniczego" (K. Dunin-Wąsowicz chủ biên), Warszawa 1958;
- "Studia i szkice" (K.Dunin-Wąsowicz chủ biên), Warszawa 1962;
- "Francja i Polskaw latach 1789-1794" (K.Dunin-Wąsowicz chủ biên), Warszawa 1964;
- "Wybór publicystyki" (các nhà biên tập MMDrozdowski, K.Dunin-Wąsowicz, Z.Marciniak, J.Żarnowski), Warszawa 1971;

## đọc thêm
- "Próchnik, Adam Feliks," Encyklopedia Powszechna PWN (Bách khoa toàn thư PWN), Warsaw, Państwowe Wydawnictwo Naukowe, tập. 3, 1975, tr.   712.
- Nicieja S., Biografia i działalność Adama Próchnika - historyka, polityka, publicysty, Warszawa 1986;
- Marciniak Z. i J., Adam Feliks Próchnik (1892-1942), "Z pola walki", r.1, 1958, nr 3.